# Crystal Palace Baltimore
Crystal Palace Baltimore war ein amerikanisches Fußball-Franchise aus Baltimore, Maryland. Es wurde 2006 gegründet und spielte von der Saison 2007 bis zur Saison 2009 in der USL Second Division, der dritthöchsten Liga im nordamerikanischen Fußball. In der Saison 2010 spielte die Mannschaft in der NASL Conference der USSF Division 2 Professional League. Diese Liga wurde 2010 von der United States Soccer Federation als Kompromiss zwischen NASL und USL eingesetzt. Sie wurde nur für eine Saison ausgetragen.
Crystal Palace Baltimore war Teil des Spielerentwicklungsprogramms des englischen Fußballvereins Crystal Palace. Während der Saison 2010 kam es zum Bruch mit der englischen Mutter, aufgrund von finanziellen Schwierigkeiten bei den Engländern. In der Folge wurde das Team aufgelöst.

## Geschichte
Der Crystal Palace F.C. USA wurde am 5. Mai 2006 von Simon Jordan, Präsident von Crystal Palace, gegründet. Weiteres Gründungsmitglied war, neben den Offiziellen von Crystal Palace, Jim Cherneski, der Sportdirektor, Spielertrainer und Manager des neuen Vereins wurde. Der Gründung ging eine Idee von Cherneski voraus, einen Fußballklub in seiner Heimatstadt zu installieren.
Das neue Franchise aus Baltimore sollte ursprünglich in der USL Premier Development League antreten. Man entschied sich um und die Mannschaft spielte ab der Saison 2007 in der USL Second Division.
Der erste Spiel fand am 15. Juli 2006 gegen Crystal Palace statt. Der englische Klub gewann dabei mit 3:1. Im Aufgebot für das amerikanische Team standen zum größtenteils Spieler aus den umliegenden Universitäten, u. a. der spätere Nationalspieler der USA Maurice Edu.
Die erste Saison für den Crystal Palace F.C. USA begann mit einer Serie aus vier Niederlagen. Der erste Spiel wurde mit 4:1 gegen die Charlotte Eagles verloren. Die nächsten sieben Spiele verlor die Mannschaft nicht, konnte aber nur drei Siege davontragen. Die erste Saison wurde mit dem 5. Platz beendet. Damit konnte sich das Franchise nicht für die anschließenden Play-offs qualifizieren. Bester Spieler war der Jamaikaner Gary Brooks der insgesamt sieben Tore erzielte. Er und Matthew Mbuta waren Teil des USL-2 All-League First Teams für die Saison 2007.
Die Premiere im Lamar Hunt U.S. Open Cup wurde mit einer Niederlage abgeschlossen. Am 12. Juni 2007 verlor die Mannschaft in der ersten Runde des Pokals gegen das PDL Franchise Ocean City Barons mit 1:0.
Die Saison 2008 begann mit fünf Siegen. Im sechsten Spiel der Saison stoppten die Charlotte Eagles die Siegesserie der Mannschaft. Am Ende der Regular Season belegte Crystal Palace den 4. Platz und qualifizierte sich damit für Play-offs. Im Viertelfinale der Play-offs traf der Crystal Palace F.C. USA auf die Harrisburg City Islanders. Nach der regulären Spielzeit stand es 2:2. Das anschließende Elfmeterschießen konnte das Team aus Baltimore für sich entscheiden. Im Halbfinale verlor die Mannschaft gegen die Charlotte Eagles mit 2:1.
Im US Open Cup konnte das Team aus Baltimore die erste Runde durch einen 2:1 gegen Los Angeles Legends überstehen. In der 2. Runde trafen sie auf die Harrisburg City Islanders und gewannen nach Elfmeterschießen mit 5:3. In Runde 3 sorgte Crystal Palace F.C. USA für Überraschung. Der Gegner waren die New York Red Bulls aus der Major League Soccer und diese wurden mit 2:0 besiegt. Im Viertelfinale verlor man dann allerdings gegen New England Revolution im Elfmeterschießen.
Die Saison 2009 begann ohne den Toptorjäger des Vereins Gary Brooks. Sein Vertrag wurde nicht verlängert, obwohl er in den vergangenen zwei Spielzeiten die meisten Tore für das USL-2 Franchise erzielte. Die Saison endete für Crystal Palace auf dem 6. Rang. Damit konnten die Play-offs nicht erreicht werden.
Im US-amerikanischen Pokal trafen die Eagles 2009, wie schon 2007, auf die Ocean City Barons. Auch dieses Aufeinandertreffen ging erfolglos für Crystal Palace aus. Die Mannschaft 3:0.
Eigentlich wollte Crystal Palace Baltimore, die Namensänderung fand im Januar 2010 statt, in die USL First Division wechseln. Am 20. November 2009 meldete der Verein Interesse an, an der Neuauflage der North American Soccer League teilzunehmen. Nach einem Rechtsstreit zwischen Vertreter der NASL und USL installierte der US-amerikanische Fußballverband USSF eine auf eine Saison begrenzte Interimslösung. Die USSF Division 2 Professional League war geboren und Baltimore spielt in der Saison 2010 in der NASL Conference.
Im US Open Cup 2010 verlor Baltimore in der ersten Runde gegen die Richmond Kickers mit 0:1.
Während der Saison 2011 sollte das Team nach dem Bruch mit dem englischen Mutterverein neuorganisiert werden und 2012 den Spielbetrieb in der North American Soccer League wiederaufnehmen, was allerdings nicht passierte.

## Ehemalige bekannte Spieler
- Joshua Alcala
- Shintarō Harada
- Ibrahim Kante
- Mike Lookingland
- Sean Rush
- Charlie Sheringham
- Lewwis Spence
- Nick Zimmerman

## Trainer
Seit 2007 war Jim Cherneski Trainer und zusammen mit seinem ehemaligen College-Mitspieler Pete Medd auch Manager der Mannschaft. Während seiner aktiven Zeit als Fußballspieler spielte er für diverse US-amerikanische Amateurvereine. 2002 nahm er aus familiären Abstand vom aktiven Fußball. Nach Jahren erhielt er eine Nachricht von einem seiner ehemaligen College Trainer. Dadurch kam er auf die Idee in seiner Heimatstadt Baltimore ein eigenes Team zu gründen. Während einer College Tour durch England, traf er sich mit Vertretern von Crystal Palace, die daran interessiert waren irgendwo in der Welt ein zweites Team aufzubauen. Später resultierte hieraus die Gründung von Crystal Palace Baltimore. Cherneski wurde zuerst Spielertrainer, ehe er sich Ende 2009 nur auch auf seine Aufgabe als Trainer konzentrierte.
Nebenbei arbeitete er noch als Scout für Crystal Palace, um den nordamerikanischen Spielermarkt zu beobachten.
Weitere Mitglieder des Trainerstabs waren:
- Karim Moumban, Torwarttrainer
- Matt Smith, Jugendleiter
- Todd J. Tredinnick, Mannschaftsarzt

## Stadion
Ab 2008 spielte Crystal Palace Baltimore im UMBC Stadium in Catonsville, das zur University of Maryland, Baltimore County gehört. Das Stadion hat 4.500 Plätze und beheimatet noch das Lacrosse-Team der UMBC Retrievers.
- Glenn Warner Soccer Facility; Annapolis (Maryland) (2006)
- Navy-Marine Corps Memorial Stadium; Annapolis, Maryland (2007)
- UMBC Stadium; Catonsville (Maryland) (ab 2008)

## Saisonstatistik
| Jahr | Liga                | Regular Season | Playoffs           | US Open Cup   |
| ---- | ------------------- | -------------- | ------------------ | ------------- |
| 2007 | USL Second Division | 5. Platz       | nicht qualifiziert | 1. Runde      |
| 2008 | USL Second Division | 4. Platz       | Halbfinale         | Viertelfinale |
| 2009 | USL Second Division | 6. Platz       | nicht qualifiziert | 1. Runde      |
| 2010 | USSF D2 Pro League  |                |                    | 1. Runde      |